# Baird Bay Islands Conservation Park
Baird Bay Islands Conservation Park är en park i Australien. Den ligger i delstaten South Australia, omkring 450 kilometer nordväst om delstatshuvudstaden Adelaide.
Trakten runt Baird Bay Islands Conservation Park är nära nog obefolkad, med mindre än två invånare per kvadratkilometer.. Närmaste större samhälle är Sceale Bay, omkring 11 kilometer nordväst om Baird Bay Islands Conservation Park. 
Genomsnittlig årsnederbörd är 469 millimeter. Den regnigaste månaden är juni, med i genomsnitt 105 mm nederbörd, och den torraste är december, med 9 mm nederbörd.